# Passalus unicornis
Passalus unicornis là một loài bọ cánh cứng trong họ Passalidae.

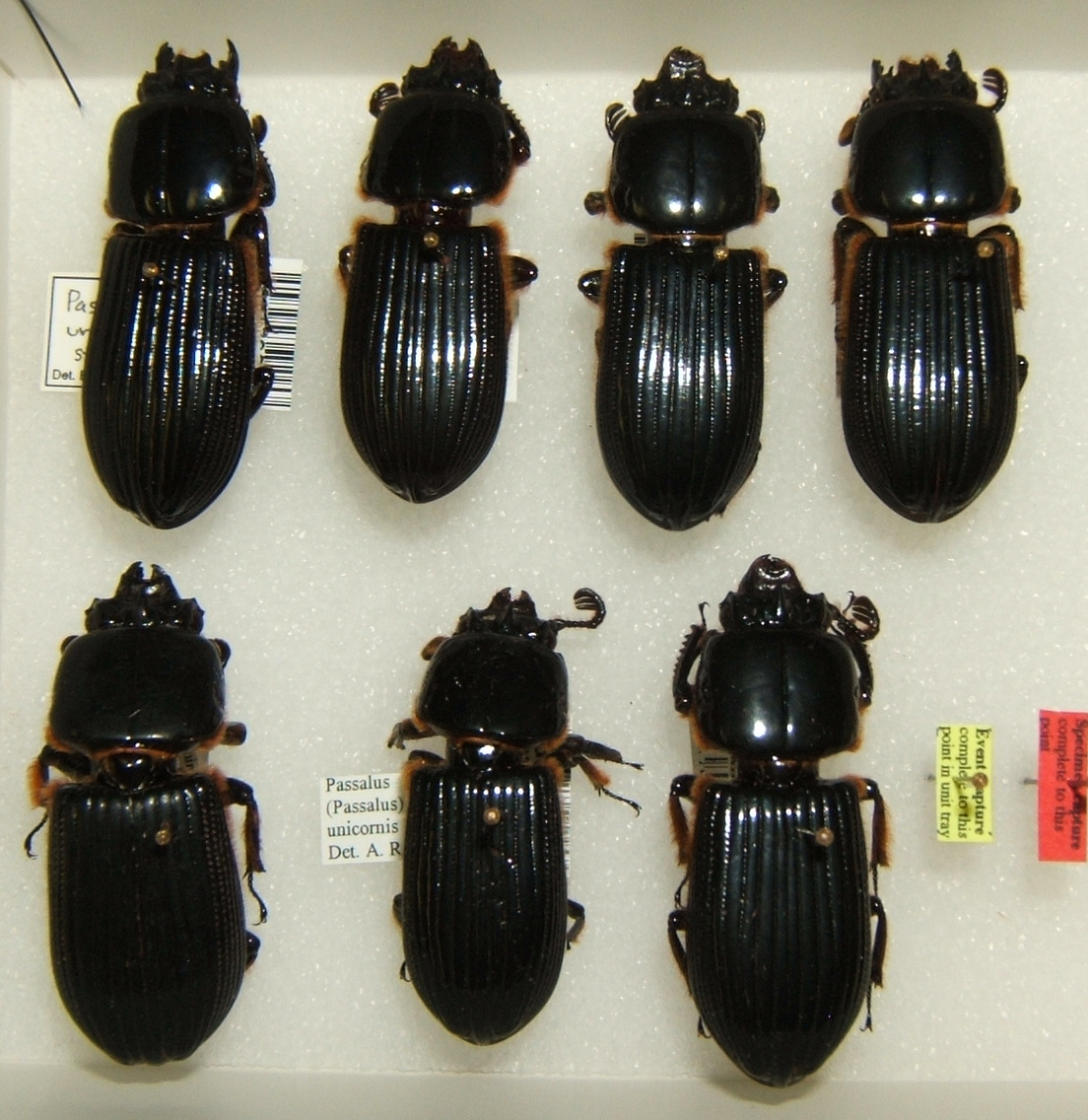
Specimen collection